# Candidature de Lille pour l'organisation des Jeux olympiques d'été de 2004

Logo de la candidature.

La ville de Lille est, de 1995 à 1997, candidate pour l'organisation des Jeux olympiques d'été de 2004. C'est la première candidature olympique pour la ville de Lille et le département du Nord. La candidature est néanmoins un échec.

## Historique
Dans les années 1990, le mouvement olympique français cherche toujours à organiser les Jeux olympiques d'été, qui se sont déroulés pour la dernière fois en 1924 à Paris, après les deux tentatives infructueuses de Lyon pour les Jeux olympiques d'été de 1968 et de Paris pour les Jeux olympiques d'été de 1992. La candidature de Lille est annoncée le 24 juin 1995 au Stadium Nord,. C'est un affrontement avec Lyon et surtout entre leurs deux maires, tous deux anciens Premiers ministres, Pierre Mauroy et Raymond Barre. Lille est préférée à Lyon lorsque le CNOSF choisit la ville française candidate le 7 novembre 1995,,,. 
Le logo, deux personnages entrecroisés en forme de cœur, est dévoilé en grande pompe le 27 avril 1996, par le champion d'escalade François Legrand, devant la façade du théâtre du Nord,. Le logo est détourné par les détracteurs de la candidature et par Judith Perrignon dans Libération, le surnommant « les spermatozoïdes ». Un journal parle ensuite de « bonhommes évoquant plus une marche caritative contre les cardiopathies ».
Le CIO inspecte la ville en septembre 1996 dans une délégation dirigée par Thomas Bach,. Le dossier est apprécié même si on émet des réserves sur la capacité hôtelière, les transports et la dispersion des sites. 
Les sondages de popularité sont favorables avec 78 % d'opinions positives, voir 86 %.
Néanmoins, la ville au statut de requérante est clairement outsider et Guy Drut, membre du CIO depuis 1996, met en garde face aux chances quasi-nulles de réussites. Le 6 mars 1997 à Lausanne, devant le CIO, Lille défend son dossier, passant en 10e position, pour devenir ville candidate. Les espoirs sont dégonflés le 7 mars 1997, date à laquelle la ville est éliminée, ne faisant pas partie des cinq villes candidates. La déception est immense à la grande place de Lille où une grande foule s'est massée,. Pierre Mauroy s'attendait à ce résultat, citant la géostratégie et le fait que Lille était confrontée à de grandes métropoles et des villes ayant influencé l'histoire du monde,,,,.

## Projet
Pierre Mauroy est président du comité de candidature, Bruno Bonduelle en est le vice-président et Francis Ampe, le délégué général. La candidature a comme sportive marraine Marie-José Perec. Le créneau prévu de la quinzaine olympique est du 23 juillet au 8 août 2004 suivie des Jeux paralympiques, du 19 au 29 août. Le budget du COJO aurait été de 1,3 milliard de dollars, et aurait atteint l'équilibre, le budget hors-COJO aurait été de 2,6 milliards de dollars pour les infrastructures, soit 8 milliards de francs,.
Les organisateurs mettent l'accent sur des jeux à taille humaine, rassembleurs, d'où le slogan « Des jeux pour tous ». On vante également le bon bilan sportif de la France dont l'équipe à Atlanta a triomphé avec 37 médailles.
Le relais de la flamme olympique envisagé est conçu de façon que le flambeau, après son allumage à Athènes, soit relayé dans les onze communes jumelées ou partenaires avec Lille : Kharkov (Ukraine), Safed (Israël), Saint-Louis (Sénégal), Valladolid (Espagne), Leeds (Royaume-Uni), Rotterdam (Pays-Bas), Liège (Belgique), Esch-sur-Alzette (Luxembourg), Cologne (Allemagne), Erfurt (Allemagne) et Turin (Italie). La flamme aurait débarqué en France à Marseille, et aurait remonté vers le nord du pays en empruntant en priorité des canaux et rivières. Elle serait passée par Lyon, Strasbourg, Paris et enfin Lille.
La majorité des sites proposés s'étalent autour d'un arc olympique, traversant la métropole de Lille, de Roubaix à Villeneuve-d'Ascq. C'est sur cette dernière commune avec Ronchin et Lezennes qu'aurait été placé le parc olympique. Et à l'exception du football, les sites hors de cet arc sont tous situés dans la région Nord-Pas-de-Calais. Le village olympique aurait été au centre de l'arc olympique, à la place de la gare Saint-Sauveur. Le centre international de radio-télévision (CIRTV) aurait été situé à Norexpo, le centre principal de presse (CPP) au Grand Palais.
| Sport                            | Site                                                          | Statut       | Ville                    |
| -------------------------------- | ------------------------------------------------------------- | ------------ | ------------------------ |
| Athlétisme                       | Stadium Nord                                                  | Rénovation   | Villeneuve-d'Ascq        |
| Aviron / Canoë-Kayak             | Bassin (épreuve en eau calme)                                 | À construire | Gravelines               |
| Aviron / Canoë-Kayak             | Rivière de slalom (épreuves de canoë-kayak)                   | Existant     | Saint-Laurent-Blangy     |
| Badminton                        | Stade Couvert                                                 | Existant     | Liévin                   |
| Baseball / Softball              | Stade de Baseball - Softball                                  | À construire | Lezennes                 |
| Baseball / Softball              | Stade Pierre de Coubertin                                     | À construire | Ronchin                  |
| Basket-ball                      | Palais omnisports                                             | À construire | Roubaix - Tourcoing      |
| Basket-ball                      | Palais omnisports                                             | À construire | Valenciennes             |
| Beach-volley                     | Terrain                                                       | Existant     | Dunkerque                |
| Boxe                             | Parc des expositions de Douai                                 | À construire | Douai                    |
| Cyclisme sur piste               | Vélodrome                                                     | À construire | Roubaix                  |
| Cyclisme sur route               | Circuit du Grand Prix de Fourmies                             | Existant     | Fourmies                 |
| Équitation                       | Stadium Nord (saut d'obstacles)                               | Rénovation   | Villeneuve-d'Ascq        |
| Équitation                       | Centre équestre régional - Hippodrome des Flandres (dressage) | Existant     | Marcq-en-Barœul          |
| Équitation                       | Forêt de Phalempin (concours complet et saut d'obstacles)     | Existant     | Phalempin                |
| Escrime                          | Zénith Arena                                                  | Existant     | Lille                    |
| Football                         | Stade Bollaert-Delelis                                        | Existant     | Lens                     |
| Football                         | Stade Nungesser                                               | Existant     | Valenciennes             |
| Football                         | Stade d'Amiens                                                | À construire | Amiens                   |
| Football                         | Stade de France                                               | Existant     | Saint-Denis              |
| Football                         | Stade Gerland                                                 | Existant     | Lyon                     |
| Gymnastique                      | Pavillon de la Haute Borne (artistique)                       | À construire | Villeneuve-d'Ascq        |
| Gymnastique                      | Zénith Arena (rythmique et sportive)                          | Existant     | Lille                    |
| Haltérophilie                    | Palais des sports Saint-Sauveur                               | Existant     | Lille                    |
| Handball                         | Halle                                                         | À construire | Marquette-lez-Lille      |
| Hockey sur gazon                 | Stade Grimonprez-Jooris                                       | Existant     | Lille                    |
| Hockey sur gazon                 | Stade Guy-Lefort (stade d'entraînement adjacent)              | Existant     | Lambersart               |
| Judo                             | Pavillon-Dojo                                                 | À construire | Lezennes                 |
| Lutte                            | Pavillon de Lutte                                             | À construire | Valenciennes             |
| Natation / Natation synchronisée | Piscine Olympique                                             | À construire | Villeneuve-d'Ascq        |
| Pentathlon moderne               | Parc de la citadelle (escrime, tir, équitation et cross)      | Existant     | Lille                    |
| Pentathlon moderne               | Piscine olympique Marx Dormoy (natation)                      | Existant     | Lille                    |
| Plongeon                         | Piscine olympique Marx Dormoy                                 | Existant     | Lille                    |
| Taekwondo                        | Pavillon-Dojo                                                 | À construire | Lezennes                 |
| Tennis                           | Centre régional de tennis                                     | Existant     | Marcq-en-Barœul          |
| Tennis de table                  | Complexe sportif                                              | À construire | Neuville-en-Ferrain      |
| Tir / Tir à l'arc                | Stand de tir (terrain militaire aménageable)                  | Existant     | Wambrechies              |
| Triathlon                        | Parcours de Triathlon                                         | Existant     | Dunkerque - Côte d'Opale |
| Voile                            | Port de Boulogne-sur-Mer (bassin Napoléon)                    | Existant     | Boulogne-sur-Mer         |
| Volley-ball                      | Pavillon de la Haute-Borne                                    | À construire | Villeneuve-d'Ascq        |
| VTT                              | Parcours                                                      | Existant     | Val Joly                 |
| Water-polo                       | Piscine olympique Marx Dormoy                                 | Existant     | Lille                    |

1. 1 2  La capacité aurait été portée à 65 000 places, réduite à 35 000 places après les Jeux.
2. ↑  Le bassin fut néanmoins construit dans le cadre du PAarc des Rives de l'Aa. 50° 57′ 50″ N, 2° 08′ 25″ E.
3. ↑  La rivière, située sur la Scarpe, est établie sur la base nautique. 50° 18′ 11″ N, 2° 48′ 13″ E.
4. ↑  Le site est finalement construit. 50° 22′ 54″ N, 3° 05′ 35″ E.
5. ↑  Le vélodrome couvert régional Jean-Stablinski fut construit en 2012, tout près de l'emplacement prévu.
6. ↑  La finale d'une épreuve du saut d'obstacles aurait lieu au stade olympique (même si le volume 2 du dossier se contredit avec la synthèse au début). Ce qui aurait renoué avec un dispositif présent de 1964 à 1988 où c'était la dernière épreuve des Jeux, avant la cérémonie de clôture.
7. ↑  Le stade n'était pas construit au moment de la candidature, il est achevé en 1999 sous le nom de Stade de la Licorne.

## Postérité
La France n'abandonne pas la candidature pour les Jeux d'été, des nouvelles tentatives sont faites pour 2008, 2012 et 2024, toutes avec Paris pour ville-hôte, dont on a jugé que c'est la seule métropole française compétitive pour accueillir les Jeux. Les Jeux olympiques d'été de 2024 ont lieu à Paris, avec plusieurs compétitions à Lille.
Malgré l'échec attendu de la candidature, dont la majorité des nouvelles constructions dépendaient de l'organisation des Jeux, certains projets sont construits même sans les olympiades. Les deux plus fameux, construits en 2012, sont le vélodrome de Roubaix et le stade Pierre-Mauroy. Même si ce dernier n'était pas prévu dans le projet, il en fait un grand stade de football et une configuration Aréna pouvant accueillir des sports en salle. Le quartier Euralille est également poussé par la perspective de l'accueil des Jeux.
Dès l'annonce de l'échec, Pierre Mauroy avait prévenu que la ville n'attendrait pas une nouvelle procédure pour avancer. La postérité reste surtout l'organisation de Lille capitale européenne de la culture en 2004, plus connue sous le nom de Lille 2004. On remarque cependant que l'impact et le budget ne sont pas du même ordre avec un coût de Lille 2004 de 78 millions d'euros à comparer avec celui de la seule cérémonie d'ouverture des Jeux olympiques d'Athènes de 40 millions d'euros.